# Mathieu Clement
Mathieu Clement (* 2001 in Luxemburg) ist ein luxemburgischer Jazzmusiker (Schlagzeug, Vibraphon, Komposition).

## Leben und Wirken
Clement stammt aus einer musischen Familie. Der Fotograf Raymond Clement ist sein Großvater, der Kirchenorganist (und Jazzpianist) Maurice Clement sein Vater. Ab dem achten Lebensjahr erhielt er Schlagzeug- und Vibraphonunterricht. Zunächst spielte er Rockmusik. Mit 13 Jahren begann er sich, nachdem er die Musik Art Blakeys entdeckt hatte, für Jazz zu interessieren. Bereits vor dem Abitur erhielt er 2019 die Möglichkeit, als Jungstudent in Köln zu studieren. 2020 zog er nach Köln, um an der Hochschule für Musik und Tanz Köln ein reguläres Studium bei Jonas Burgwinkel, Jürgen Friedrich und Hubert Nuss zu absolvieren. Auch erhielt er Unterricht bei Greg Hutchinson und Joe Sanders. Bis 2022 war er Mitglied im JugendJazzOrchester NRW.
Clement gründete sein eigenes Sextett mit dem Trompeter Jakob Bänsch, den beiden Tenorsaxophonisten Victor Fox und Adrian Gallet, dem Pianisten Leon Hattori und dem Bassisten Jan Blikslager, mit dem er 2022 sein Debütalbum Coming Home für Double Moon Records aufnahm, das er im Frühjahr 2023 in Deutschland, Österreich und Luxemburg vorstellte. Es folgten die Alben Fume (2024) im Sextett und Ruma (2025) im Oktett, das „tief in den klassischen Bigband-Sound“ eintaucht.
Weiterhin gehört Clement als Schlagzeuger dem Quartett von Tamara Lukasheva, dem Quartett von Wanja Rosenthal, dem Galletrio und dem Benedikt Göb Trio sowie als Vibraphonist seiner Band Locomotive und dem Trio Tribop an. Im Projekt 3 Generations musiziert er mit seinem Vater zu projizierten Fotografien seines Großvaters. Weiterhin tritt er mit den Young Lions von Chris Hopkins auf.